# لیونورت (کانزاس)
لیونورت (به انگلیسی: Leavenworth) شهری در ایالت کانزاس کشور ایالات متحده آمریکا است که جمعیت آن در سرشماری سال ۲۰۱۰ میلادی، ۳۵٬۲۵۱ نفر بوده‌است.

## نگارخانه

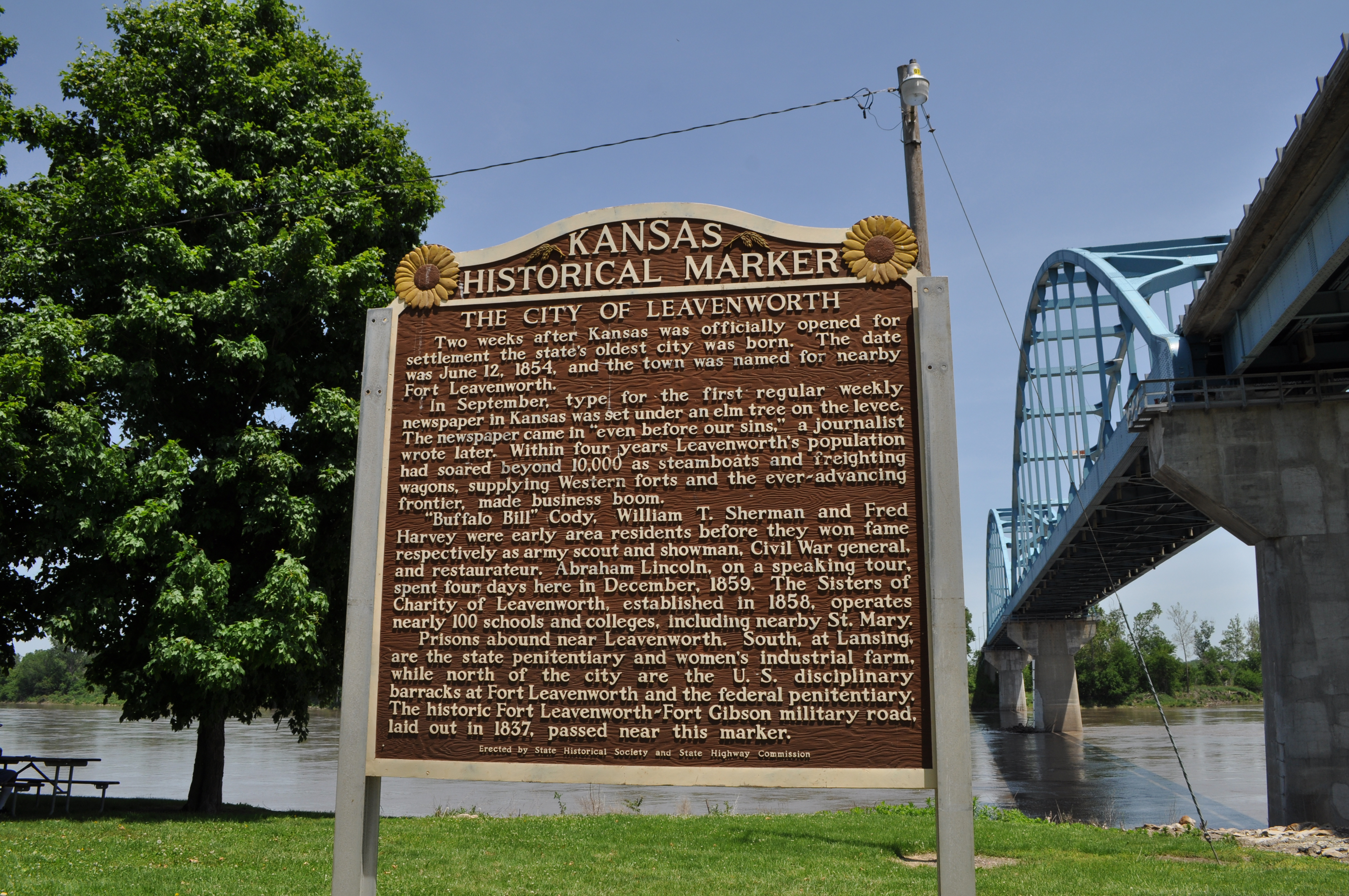
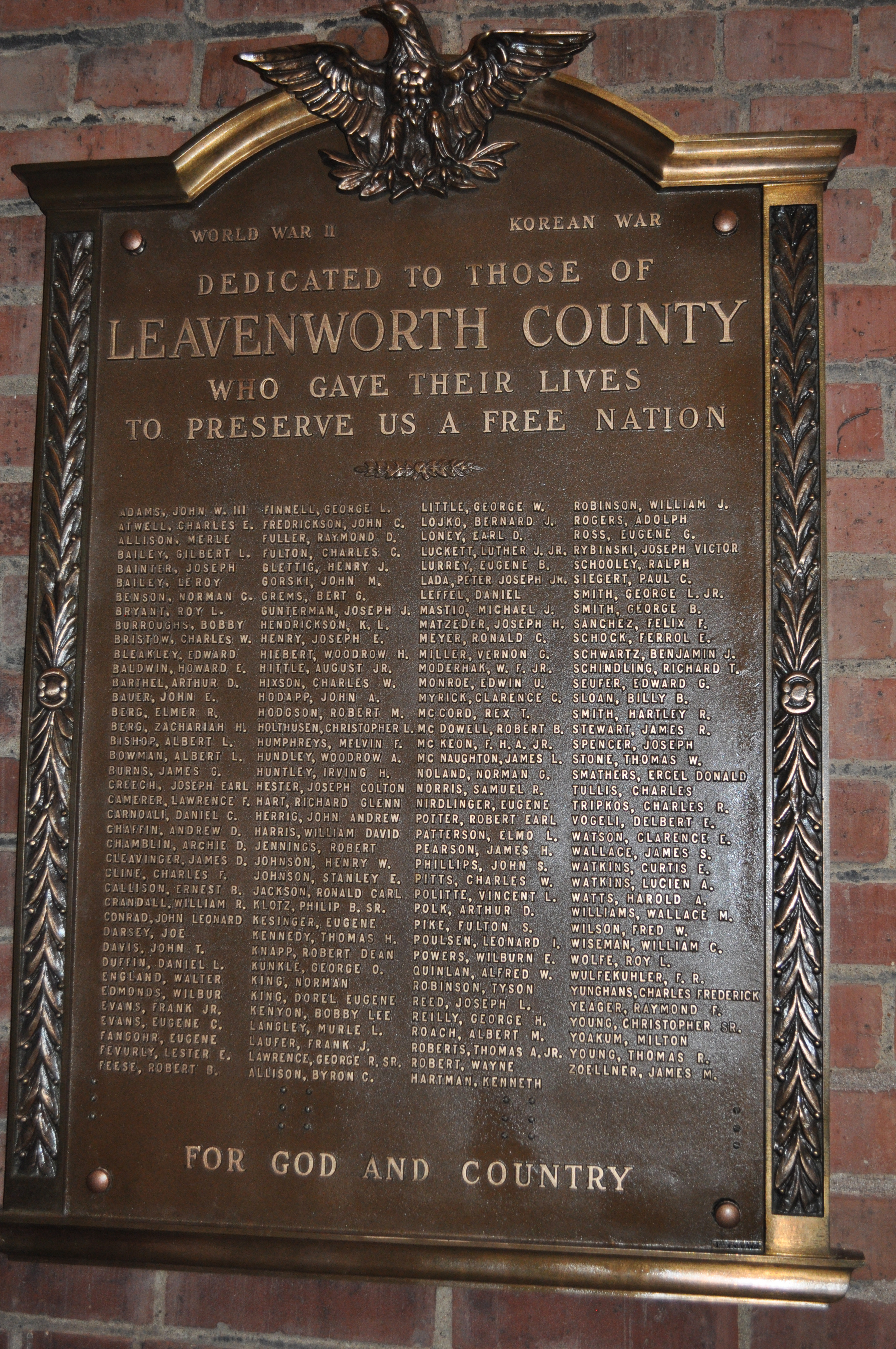
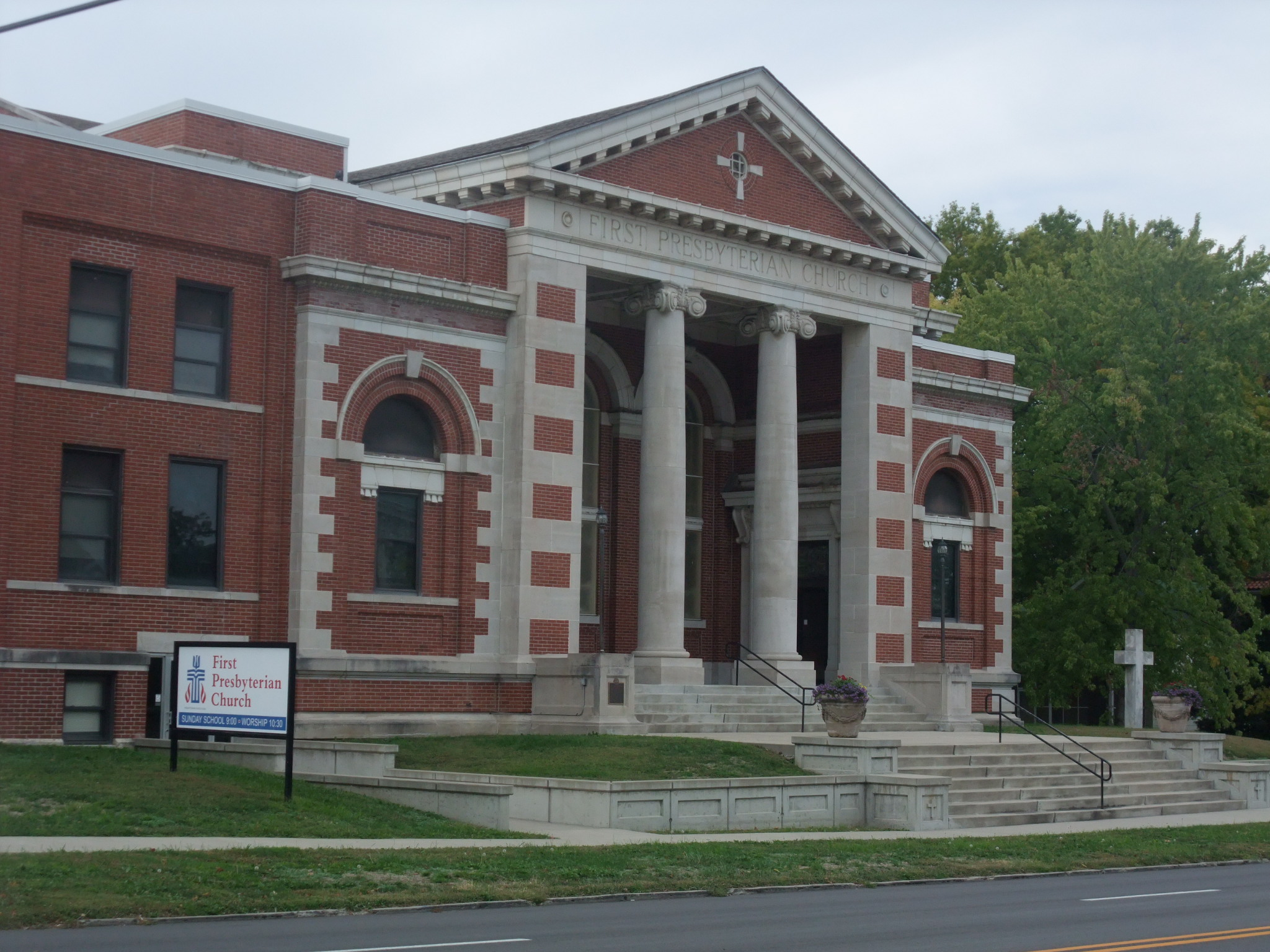
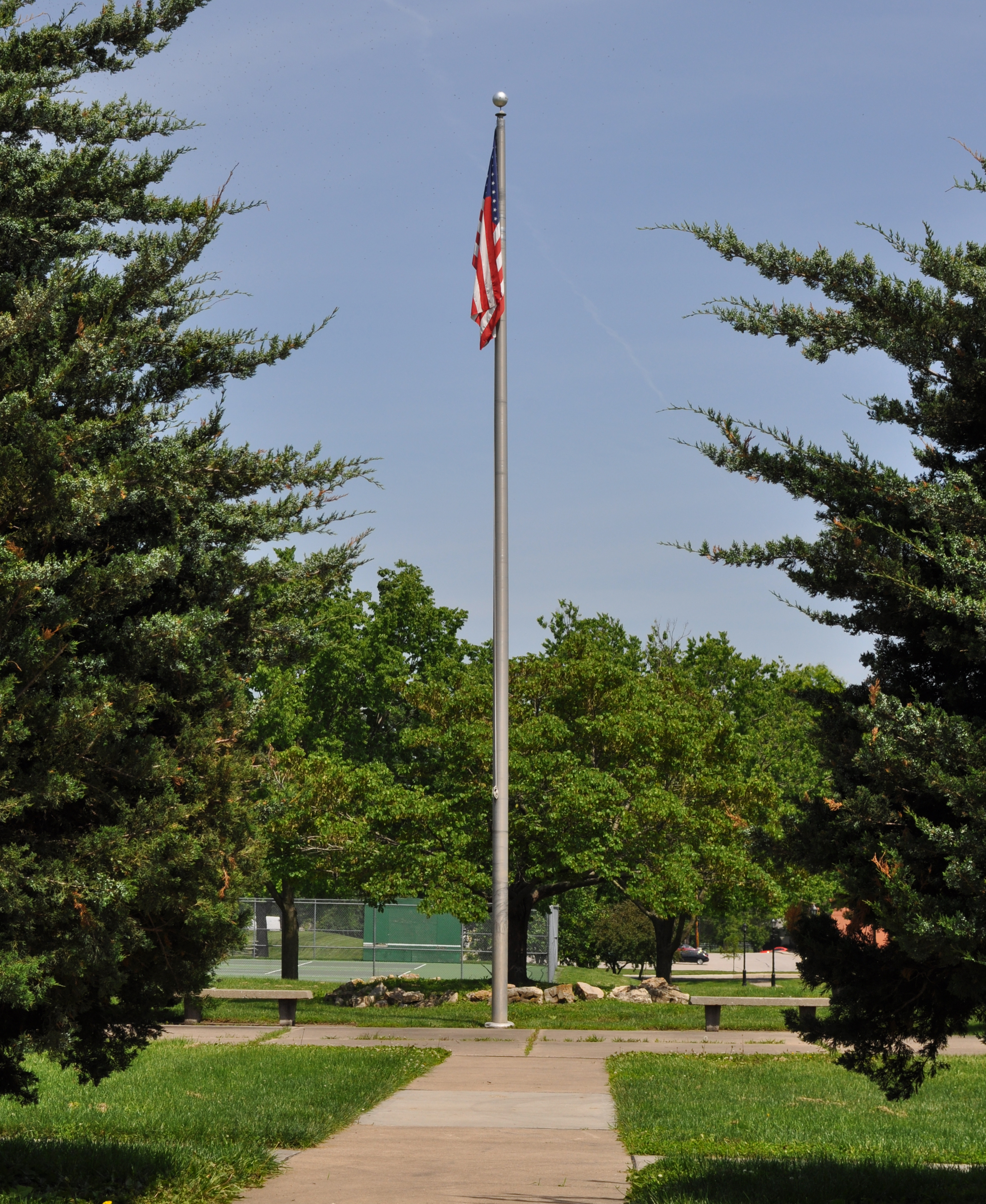